# 4 часа Ле-Кастелле
4 часа Ле-Кастелле — этап Европейской серии Ле-Ман, дебютировавший в календаре в 2010 году в качестве стартового этапа нового сезона.

## История

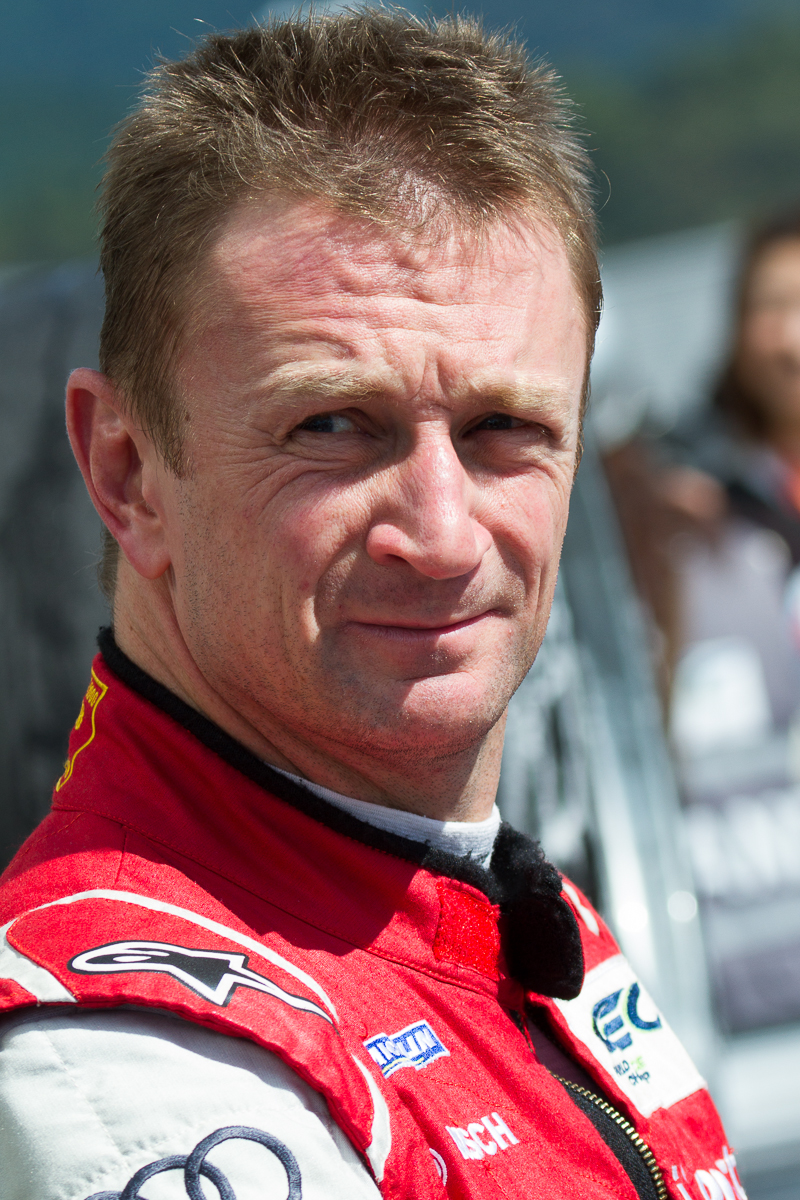
Алан Макниш — один из победителей дебютной гонки в 2010-м году

Один из постоянных тестовых автодромов серии Ле-Ман был предварительно подтверждён 27 октября 2009 года в качестве места проведения стартового этапа следующего чемпионата. 9 декабря того же года он был включён в окончательный календарь серии.
Изначально предполагалось провести стандартный (по меркам серии) этап длительностью 6 часов или 1000 км, однако позже регламент был пересмотрен в пользу 8 часового формата — дабы начать рано утром и закончить под вечер.
Дебютный этап не стал чем-то выдающимся, с точки зрения борьбы за победу — на этап заявилась только одна из сил ле-мановских гонок тех лет — команда Audi Sport. Их основные соперники из Team Peugeot выставили лишь один полузаводской экипаж. Не самым обычным фактом также стало то, что в столь длинной гонке победивший экипаж представляли всего два пилота.

## Победители
| Год  | Экипаж                                          | Команда                   | Шасси            | Дистанция/ Длительность | Отчёт |
| ---- | ----------------------------------------------- | ------------------------- | ---------------- | ----------------------- | ----- |
| 2010 | Алан Макниш Ринальдо Капелло                    | Audi Sport Team Joest     | Audi R15 TDI     | 8 часов                 | Отчёт |
| 2011 | Эммануэль Коллар Кристоф Тинсо Жюльен Жус       | Pescarolo Team            | Pescarolo 01 Evo | 6 часов                 | Отчёт |
| 2012 | Пьер Тирье Матиас Беш                           | Thiriet by TDS Racing     | Oreca 03         | 6 часов                 | Отчёт |
| 2013 | Брендон Хартли Джонатан Хирши                   | Murphy Prototypes         | Oreca 03         | 3 часа                  | Отчёт |
| 2014 | Кристиан Клин Гари Хирш Пьер Раг                | Newblood by Morand Racing | Morgan LMP2      | 4 часа                  | Отчёт |
| 2015 | Гари Хирш Джон Ланкастер Бьёрн Вирдхайм         | Greaves Motorsport        | Gibson 015S      | 4 часа                  | Отчёт |
| 2016 | Матиас Беш Майк Конвей Пьер Тирье               | Thiriet by TDS Racing     | Oreca 05         | 4 часа                  | Отчёт |
| 2017 | Матевос Исаакян Егор Оруджев                    | SMP Racing                | Dallara P217     | 4 часа                  | Отчёт |
| 2018 | Норман Нато Поль Пети Оливье Пла                | Racing Engineering        | Oreca 07         | 4 часа                  | Отчёт |
| 2019 | Джеймс Аллен Бен Хэнли Хенрик Хедман            | DragonSpeed               | Oreca 07         | 4 часа                  | Отчёт |
| 2020 | Алекс Брандл Уилл Оуэн Йоб ван Эйтерт           | United Autosports         | Oreca 07         | 4 часа                  | Отчёт |
| 2020 | Филип Хэнсон Филипе Албукерке                   | United Autosports         | Oreca 07         | 4 часа                  | Отчёт |
| 2021 | Франко Колапинто Роман Русинов Ник де Врис      | G-Drive Racing            | Aurus 01         | 4 часа                  | Отчёт |
| 2022 | Лоренцо Коломбо Луи Делетраз Фердинанд Габсбург | Prema Racing              | Oreca 07         | 4 часа                  | Отчёт |
| 2023 | Джеймс Аллен Алекс Линн Киффин Симпсон          | Algarve Pro Racing        | Oreca 07         | 4 часа                  | Отчёт |
| 2024 | Себастьян Альварез Том Дильманн Владислав Ломко | Inter Europol Competition | Oreca 07         | 4 часа                  | Отчёт |
| 2025 | Джейми Чедвик Матис Жобер Даниэль Хункаделла    | IDEC Sport                | Oreca 07         | 4 часа                  | Отчёт |